# Флаг Великоновосёлковского района
Флаг Великоновосёлковского района — официальный символ Великоновосёлковского района Донецкой области, утвержденный 28 февраля 2007 года решением сессии Великоновоселковской районного совета.

## Описание
Флаг представляет собой прямоугольное полотнище, имеющее соотношение сторон 2:3 и малиновую ленту шириной 1/5 ширины флага, пересекающую его по диагонали из нижнего левого угла к правому верхнему. Верхняя часть полотнища имеет синий, а нижняя — зелёный цвет. В верхнем древковом углу расположена белая ладья с чёрным орнаментом.